# Hoplitis paiute
Hoplitis paiute är en biart som först beskrevs av Griswold 1983.  Hoplitis paiute ingår i släktet gnagbin, och familjen buksamlarbin. Inga underarter finns listade i Catalogue of Life.